# Sonata para violín n.º 5 (Beethoven)

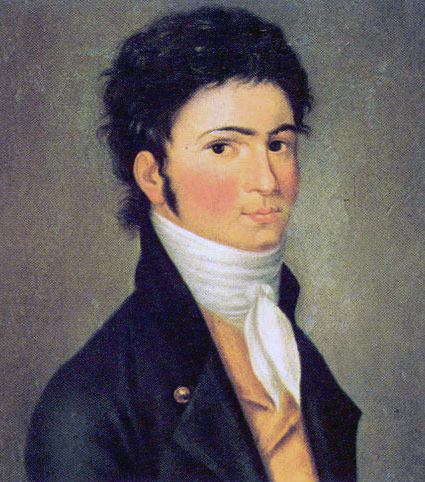
Beethoven en 1801, por Carl Riedel.

La sonata para violín y piano n.º 5 en fa mayor, Op. 24, conocida como "Primavera" o en alemán "Frühling", es una pieza camerística compuesta por Ludwig van Beethoven en 1800 y publicada en 1801. La partitura está dedicada al conde Moritz von Fries. El sobrenombre Primavera surgió más tarde y pretende describir el carácter de la pieza.

## Historia

### Composición

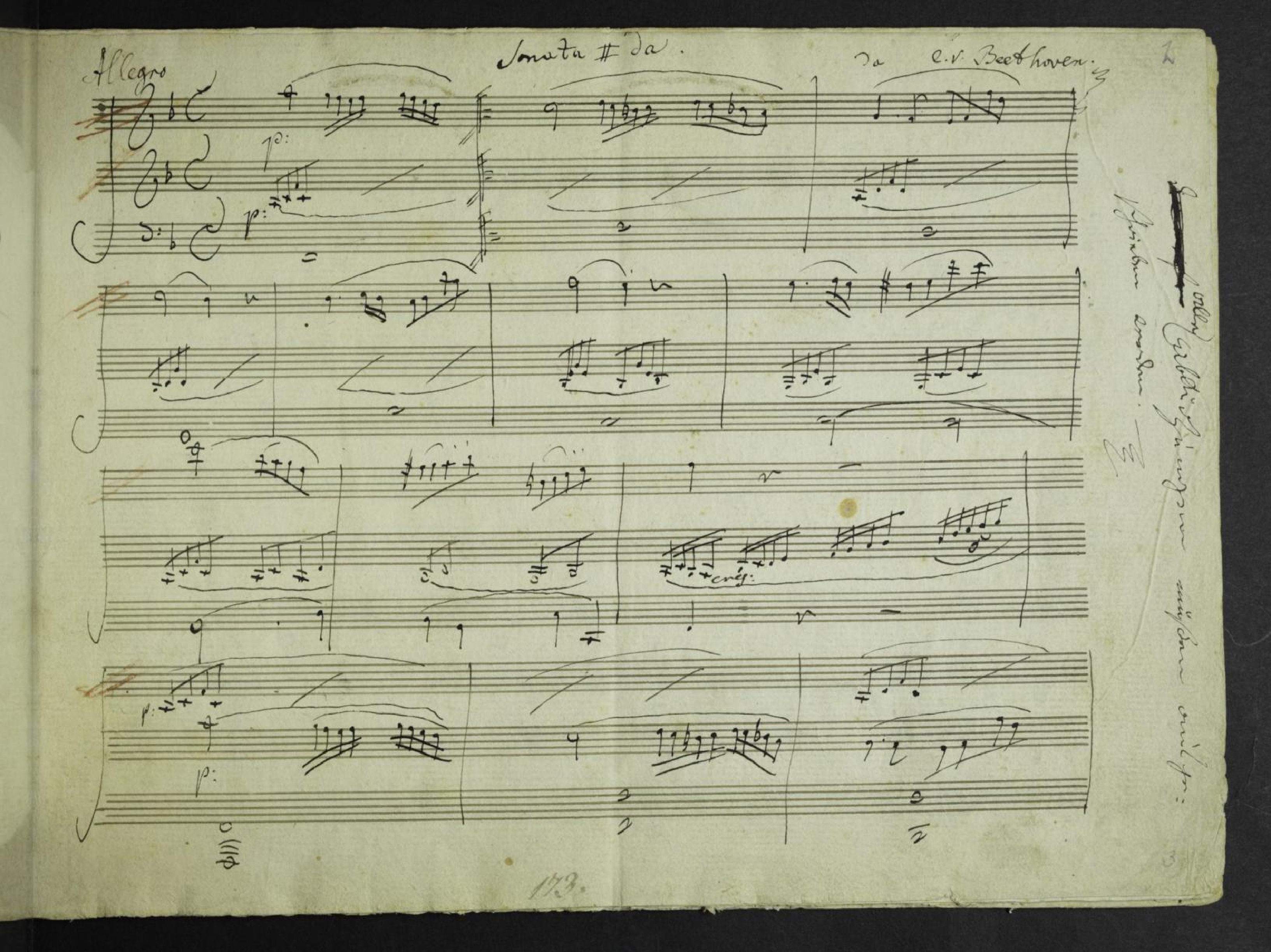
Primera página de la partitura autógrafa del Op. 24 (Biblioteca Nacional de Austria).

La composición de la Sonata para violín n.º 4 Op. 23 y de la n.º 5 Op. 24 se desarrolló al mismo tiempo desde el verano de 1800 hasta principios de 1801. Bocetos de los dos primeros movimientos del Op. 23 se encuentran mezclados con esbozos de la Sonata para piano Op. 22 y la Sonata para violín Op. 24. El cuaderno de borradores fue publicado por Nottebohm en 1865.  Del Op. 24 se conserva la partitura autógrafa de los tres primeros movimientos, que en la actualidad se encuentran en la Biblioteca Nacional de Austria en Viena y se puede consultar en línea.
Durante los primeros años del nuevo siglo Beethoven se volvió cada vez más impaciente con aquellos que no podían seguir el ritmo de sus ideas, entre ellos Joseph Haydn que había sido su maestro. El propio Haydn comentó a su biógrafo Giuseppe Carpani lo siguiente sobre su alumno:

«Sus primeras obras me agradaron considerablemente, pero debo admitir que no entiendo las más recientes. Me da la impresión de que improvisa continuamente.»
—Joseph Haydn.

El joven compositor se sentía cada vez menos satisfecho con su anterior y más popular Septeto, como demuestra su célebre conversación con Wenzel Krumpholz.

«No estoy satisfecho con lo que he compuesto hasta ahora. De ahora en adelante pretendo emprender un nuevo camino.»
—Ludwig van Beethoven

En cualquier caso la música que compuso en los tres primeros años del nuevo siglo, alternando periodos de esperanza con la desesperación total a medida que su audición se iba deteriorando, sugiere no solo un nuevo camino único sino una serie de nuevas iniciativas. Entre ellas un énfasis creciente en rasgos como el heroísmo y el coraje mostrados en el primer movimiento de la Sonata a Kreutzer (1802-1803) o bien profundas emociones y espiritualidad como en el movimiento lento de la Sonata Primavera (1800-1801).

### Publicación

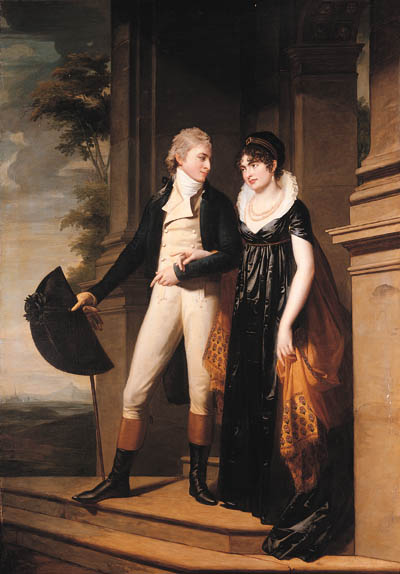
Conde Moritz von Fries, dedicatario de las sonatas Op. 23 y 24, con su esposa (Jean-Laurent Mosnier, c. 1801).

La primera publicación de las piezas fue llevada a cabo por el editor Tranquillo Mollo en octubre de 1801 en Viena. Fueron anunciadas en el Wiener Zeitung de 28 de octubre de 1801 bajo el título "Deux Sonates pour le Pianoforte avec un Violon, op. 23" (Dos sonatas para el pianoforte con un violín, op. 23). La intención original de Beethoven era publicar esta sonata como complemento de su Sonata Primavera. La sonata Op. 24 iba a ser la Op. 23 n.º 2. De hecho fue anunciada para su publicación bajo esta etiqueta por Mollo y existe una copia del Op. 24 en la que figura el número 2. Ambas obras aparecieron juntas bajo el opus común Op. 23. Sin embargo, en una nueva edición del año siguiente las partes para violín de las dos sonatas se editaron en formatos diferentes por error. La particella para violín de segunda sonata se imprimió en formato apaisado. Para salvar las apariencias y ahorrarse los costes de un nuevo grabado, las sonatas se publicaron bajo números de opus consecutivos. En cualquier caso la separación resulta apropiada puesto que ambas obras difícilmente podrían ser más diferentes entre sí. Son como un par contrastante de individuos con personalidad fría y cálida respectivamente. La sonata n.º 4 es distante, ascética, de tono dramático y textura ligera al menos en sus movimientos exteriores. En dichos movimientos el piano se reduce a menudo a una escritura a dos voces y los tres movimientos, a pesar de gastar una notable energía a lo largo del camino, terminan en pianissimo. Por su parte, la sonata n.º 5 es cautivadora, lírica, brillante, expansiva y a veces incluso humorística.
La dedicatoria que figura en la partitura del par de sonatas Op. 23 y Op. 24 es para el conde Moritz von Fries, que era aristócrata, banquero y mecenas de diversos artistas como Beethoven, Haydn y Schubert. Era además un músico amateur instruido en el violín por Giacomo Conti, que era líder de la orquesta en la ópera italiana de Viena. Según el hermano de Beethoven, Carl, el conde había encargado dos sonatas para violín conforme a un acuerdo que era habitual en la época. Tal acuerdo da derecho a quien paga una suma fijada por una pieza a su posesión exclusiva durante medio año, un año entero o más. Por otra parte el comprador se obliga a no dar el manuscrito a nadie durante el tiempo establecido y al finalizar el plazo el compositor puede hacer lo que quiera con la pieza. El conde von Fries ayudó a Beethoven de manera continuada durante años hasta que se declaró en quiebra. A cambio de su generoso apoyo económico recibió varias dedicatorias significativas como el Quinteto de cuerda Op. 29 y la Sinfonía n.º 7.
Se desconoce la fecha del estreno.

## Estructura y análisis
La sonata consta de cuatro movimientos:
- I. Allegro, en fa mayor 4
4
- II. Adagio molto espressivo, en si bemol mayor 3
4
- III. Scherzo. Allegro molto – Trio, en fa mayor 3
4
- IV. Rondo. Allegro ma non troppo, en fa mayor 2
2

La interpretación de esta obra dura aproximadamente 25 minutos. Las crecientes demandas sinfónicas de Beethoven, le hace pasar de la forma concertante en tres movimientos a los cuatro de la forma sinfónica. Fue la primera de las sonatas para violín en romper con el patrón clásico de sonata en tres movimientos. Pero fue una ruptura tímida ya que el nuevo Scherzo apenas dura más de un minuto. La obra rompe con el siglo XVIII en otros aspectos, sobre todo en el lirismo desenfadado que impregna cada movimiento.

### I.Allegro
El primer movimiento, Allegro, está escrito en la tonalidad de fa mayor, en compás de 4/4 y sigue la forma sonata. Se abre con el lírico tema principal de cuatro compases cantado por el violín sobre un delicado acompañamiento del teclado. Los dos primeros compases comienzan con blancas y semicorcheas descendentes. Las corcheas siguientes parecen un poco más cautelosas, sin frenar el ímpetu y alegría del inicio. El segundo grupo temático es más turbio y agitado, determinado por el acompañamiento de acordes golpeando en el piano y las notas del violín. Esta sensación persiste en el siguiente pasaje a través de apretados acordes menores y ritmos sincopados. Pronto vuelve la suave luz del sol con la ondulada melodía inicial.
En el desarrollo, Beethoven como es habitual, presta la misma atención a todos sus temas, pero coloca la melodía inicial en una tonalidad menor, manteniendo una sensación de inquietud -pero nunca violenta- a lo largo de toda la sección.
Le sigue una transición a la recapitulación, que es tan larga como la exposición de 86 compases, pero no es una repetición literal. Esta vez el piano comienza con la melodía del tema principal. Aparte de las peculiaridades armónicas, el bajo también participa más intensamente en el trabajo temático y motívico. Beethoven en realidad usa técnicas de desarrollo típicas. Pasajes estrechos y variaciones juegan un papel aquí. Una frase secuenciada que consta del material motívico del tema principal conduce al cierre.

### II.Adagio molto espressivo
El segundo movimiento, Adagio molto espressivo, está en si bemol mayor, en compás de 3/4 y responde a la forma bar. El movimiento lento cambia a un ambiente profundamente reflexivo. El piano presenta la nostálgica melodía sobre la que el violín hace pequeñas intervenciones para meditar unos instantes. Después los dos instrumentos entablan un suave diálogo basado en este tema. Conforme avanza el movimiento el violín va adquiriendo un papel más secundario. El delicado tema guarda relación con el tema principal del Allegro inicial, que se expresa en el carácter así como en la progresión melódica. 

### III.Scherzo. Allegro molto
El tercer movimiento, Scherzo. Allegro molto, retoma la tonalidad inicial, en compás de 3/4 y adopta una forma ternaria de scherzo y trío. El escueto movimiento empieza y termina con una breve melodía de parada y arranque, en la que el violín está intencionadamente desincronizado con el piano. Ni siquiera la nota final la tocan a la vez. En la parte central hay un fugaz pasaje para ambos instrumentos. “Beethoven actúa como un caricaturista musical: la interacción entre violín y piano parece “postiza” ya que un instrumento suena después del otro." El compositor también uso los scherzi en otras obras para hacer este tipo de caricaturas. En su Sexta Sinfonía imita a toda una banda de pueblo de una manera similar. Para reforzar esta impresión en el trío se recurre a la música folclórica más sencilla con movimientos de terceras paralelas en escala simple sobre un bajo ostinato.

### IV.Rondo. Allegro ma non troppo
El cuarto y último movimiento, Rondo. Allegro ma non troppo, sigue en la tonalidad inicial, el ritmo es alla breve y responde a la forma rondó (ABACADA'BA' y Coda). Su duración es similar a la del primer movimiento. Con ello Beethoven intenta elevar el Finale más allá de su frecuente "carácter de Kehraus (fin de fiesta)." El inicio recuerda al estilo mozartiano o más bien cortesano. El estribillo del rondó se repite en diversas variantes, aunque nunca se altera significativamente. Entremedias hay pasajes en modo menor de cierta agitación y modesto dramatismo, aunque al final se impone la luminosa disposición del tema principal.
El tema principal empieza en la quinta y pasa por la doble dominante hasta la sexta. Después se establece una secuencia. En el compás 18 comienza la primera copla (parte B). En lugar de una repetición de la contrafrase de esta parte, se produce un nuevo desarrollo que lleva a un nuevo motivo (parte C). En el compás 56 vuelve el tema A, esta vez en el violín, de forma similar al segundo movimiento, adquiere un carácter más de acompañamiento y apoya al piano con octavas superiores. En el compás 73 comienza la siguiente copla (parte D), que crea un clima más dramático con ritmos de tresillos en el violín (tomados de la parte B) y síncopas en el piano. En esta parte, el compositor también incorpora el elemento de variación al rondó. El tema posterior del rondó también aparece variado. Rebajado en una tercera y por tanto nublado por un tono menor, los acordes adicionales en pizzicato en el violín aportan un nuevo timbre. De manera similar a una recapitulación se escucha la parte B. El último tema del rondó reaparece rítmicamente variado y conduce a la coda final. Aquí aparecen de nuevo los tensos movimientos de tresillos.

## Recepción de la obra
A diferencia de las tres primeras sonatas para violín, ésta recibió una acogida favorable por parte de la crítica. Mientras las dos sonatas aún se publicaban bajo el Op. 23, el Allgemeine musikalische Zeitung certificó que ambas obras no estaban "simplemente sazonadas con una idea nueva y fugaz", y escribió lo siguiente:

«(...) las mejores escritas por Beethoven, lo que quiere decir que están entre las mejores que se hayan escrito nunca. (...)

En sus primeras obras Beethoven se lanzaba con un aire taciturno, huraño, adusto y sombrío. Ahora empieza a desdeñar el exceso y se manifiesta con más claridad y, sin perder nada de su carácter, se vuelve más amable (...). Estas dos sonatas, y sobre todo la primera [Op. 23], son mucho menos difíciles de tocar y, por tanto, más accesibles al gran público que muchas obras anteriores de Beethoven.»
– Allgemeine musikalische Zeitung, enero de 1802

En mayo de 1802 otra reseña en el Allgemeine musikalische Zeitung alabó "su estricto orden, claridad y elaboración", un agradable cambio en comparación con las críticas recibidas tres años antes en el mismo periódico por sus Sonatas para violín n.º 1, n.º 2 y n.º 3 Op. 12.
En la actualidad la Sonata Primavera ha eclipsado a la Sonata para violín Op. 23.